# سنگ‌نگاره‌های رمه‌کوه نصرآباد
سنگ نگاره‌های رمه کوه نصرآباد مربوط به دوره ساسانیان - دوران‌های تاریخی پس از اسلام است و در یزد، شهرستان تفت، روستای مهدی‌آباد واقع شده و این اثر در تاریخ ۷ مهر ۱۳۸۱ با شمارهٔ ثبت ۶۵۲۳ به‌عنوان یکی از آثار ملی ایران به ثبت رسیده است.